# عبد الله بن الزبير الحميدي
أَبُو بَكْرٍ عَبْدُ اللَّهِ بْنُ الزُّبَيْرِ بْنِ عِيسَى بْنِ عُبَيْدِ اللَّهِ بْنِ أُسَامَةَ الْقُرَشِيُّ الْأَسَدِيُّ الْحُمَيْدِيُّ الْمَكِّيُّ (غير معروف – 219هـ / غير معروف – 834م) الإمام الحافظ الفقيه شيخ الحرم في عصره وصاحب المسند المشهور "بمسند الحميدي".
نشأ بمكة وولد بها، ورحل منها مع الإمام الشافعيّ إلى مصر، ولزمه إلى أن مات، فعاد إلى مكة يفتي بها. وهو شيخ البخاري، ورئيس أصحاب سفيان بن عيينة. روى عنه البخاري 75 حديثا، وذكره مسلم في مقدمة كتابه.
مَاتَ: بِمَكَّةَ، سَنَةَ تِسْعَ عَشْرَةَ، وَكَذَا أَرَّخَ: البُخَارِيُّ، وَقِيْلَ: سَنَةَ عِشْرِيْنَ.

## اسمه ونسبه
- هو: أَبُو بَكْرٍ عَبْدُ اللهِ بنُ الزُّبَيْرِ بنِ عِيْسَى بْنِ عُبَيْدِ اللهِ بنِ أُسَامَةَ بنِ عَبْدِ اللهِ بنِ حُمَيْدِ بنِ زُهَيْرِ بنِ الحَارِثِ بنِ أَسَدِ بنِ عَبْدِ العُزَّى القرشي، الأَسَدِيُّ، الحُمَيْدِيُّ، المَكِّيُّ.[6] وقيل جده هو: عِيْسَى بنُ عَبْدِ اللهِ بنِ الزُّبَيْرِ بنِ عُبَيْدِ اللهِ بنِ حُمَيْدٍ.[7] وقيل في نسبه غير ذلك، ساق الزبير بن بكار نسبه إلى عبد الله، فقال: ابن الزبير بن عبيد الله بن حميد.[8]

## روايته للحديث النبوي
- حَدَّثَ عَنْ: إبراهيم بن سعد، وفضيل بن عياض، وسفيان بن عيينة - فأكثر عنه، وجود - وعبد العزيز بن عبد الصمد العمي، وعبد العزيز بن أبي حازم، والوليد بن مسلم، ومروان بن معاوية، ووكيع، والشافعي.
- حَدَّثَ عَنْهُ: البخاري، والذهلي، وهارون الحمال، وأحمد بن الأزهر، وسلمة بن شبيب، ومحمد بن سنجر، ويعقوب الفسوي، وإسماعيل سمويه، ومحمد بن عبد الله بن البرقي، وأبو زرعة الرازي، وبشر بن موسى، وأبو حاتم، ويعقوب بن شيبة، وأبو بكر محمد بن إدريس المكي - وراقه - وخلق سواهم.

## كتبه ومؤلفاته
- المسند.
- كتاب الدلائل.
- كتاب النوادر.
- كتاب التفسير.
- كتاب الرد على النعمان.[9]

## ثناء العلماء عليه
- قَالَ أحمد بن حنبل: «الحُمَيْدِيُّ عِنْدَنَا إِمَامٌ».[5]
- قَالَ أبو حاتم: «أَثْبَتُ النَّاسِ فِي ابْنِ عُيَيْنَةَ الحُمَيْدِيُّ، وَهُوَ رَئِيْسُ أَصْحَابِ ابْنِ عُيَيْنَةَ، وَهُوَ ثِقَةٌ، إِمَامٌ».[5]
- قَالَ يعقوب الفسوي: «حَدَّثَنَا الحُمَيْدِيُّ، وَمَا لَقِيْتُ أَنْصَحَ للإِسْلاَمِ وَأَهلِهِ مِنْهُ».[5]
- قَالَ ابن سعد: «الحُمَيْدِيُّ مِنْ بَنِي أَسَدِ بنِ عَبْدِ العُزَّى بنِ قُصَيٍّ صَاحِبُ ابْنِ عُيَيْنَةَ وَرَاوِيَتُهُ، ثِقَةٌ، كَثِيْرُ الحَدِيْثِ».[5]